# Rauschberg
Il Rauschberg  è una catena montuosa con numerose cime nelle Alpi del Chiemgau in Germania, la cui altezza massima è di 1 416 m sul livello del mare.

## Geografia
La cima principale del massiccio del Rauschberg si trova a 5,2 chilometri (in linea d'aria) a sud-est del centro di Ruhpolding. Si trova nella Foresta di Zeller, un tempo area non incorporata e ora frazione del comune di Ruhpolding. La parte orientale del massiccio appartiene già ai comuni di Inzell (lato nord) e Schneizlreuth (lato sud).
La quota più elevata nella parte occidentale è l' Hinterer Rauschberg a 1 671 m, mentre la cima del Vorderer Rauschberg ha un'altezza leggermente inferiore di 1645 m. La parte occidentale comprende anche il Roßgassenkopf (1 650 m), all'ingresso dell'omonima Roßgasse. Le cime nella parte orientale della catena montuosa sono lo Streicher (1 594 m) e lo Zenokopf (1 603 m), che insieme formano l'estremità occidentale dell'Inzeller Kienberg. Quest'ultimo rappresenta in realtà una catena montuosa separata, ma è solitamente integrato nel massiccio del Rauschberg, sebbene sia nettamente separato da una pronunciata tacca tra l'Hinterer Rauschberg e lo Streicher: la sella Kienbergsattel (1 430 m). Partendo da Streicher e Zenokopf a ovest, l'Inzeller Kienberg perde gradualmente quota verso est e dal Maierknogl (1 303 m) si fonde con la cresta Plattlinger, che termina poi presso Zwing e alle cascate di Weißbach nella valle del Weißbach.
Il massiccio del Rauschberg, in senso lato, si estende per 6,5 chilometri da ovest a est, dal fiume Weisse Traun al fiume Weißbach a sud di Inzell. È largo circa 4 chilometri da nord a sud ed è delimitato a nord dalla Strada Tedesca delle Alpi (B 305) e a sud dal Sackgraben e dal corso superiore del fiume Schwarzachen .

## Accesso
Il Vorderer Rauschberg (1 645 m), situato nella parte occidentale della catena montuosa, è raggiungibile con la funivia Rauschbergbahn, costruita nel 1953, opure con una facile escursione da Ruhpolding. È una meta escursionistica molto apprezzata per la vista mozzafiato su tutte le Prealpi. Ad esempio, si possono ammirare l' Unternberg, l'Hochfelln, il Chiemsee, l' Hochstaufen, lo Zwiesel e il Ristfeuchthorn. La vista si estende anche dal Watzmann e dallo Steinernes Meer, passando per l'Hochkalter, la Reiter Alm, i Leoganger Steinberge, il Sonntagshorn e i Loferer Steinberge fino ai Monti del Kaiser. Con il bel tempo, si possono persino scorgere due delle montagne più alte dell'Austria: il Großglockner e il Großvenediger.

## Geologia
Il massiccio del Rauschberg visto dallo Schlösselschneid (1 416  m) a sud-ovest.
La catena montuosa del Rauschberg, parte delle Alpi calcaree settentrionali (Alpi del Chiemgau), è costituita prevalentemente da calcare del Wetterstein fino a 700 metri di spessore. Questo calcare di scogliera del Triassico medio si è depositato circa 230 milioni di anni fa nella Tetide , sul bordo meridionale del continente europeo, durante il periodo ladinico (longobardo).
Il calcare di Wetterstein è suddiviso in tre parti: la sezione inferiore, quella media e quella superiore. La sezione inferiore è costituita da un calcare bianco-grigio, rappresentato su ampie aree da dolomite bianca e scheggiata. La sezione media del calcare di Wetterstein appare scarsamente o non stratificata, con calcari a tappeto algale presenti, ma le intercalazioni dolomitiche sono quasi assenti. La sezione superiore è chiaramente e massicciamente stratificata (spessore del banco fino a 3 metri), ma sono presenti anche sottili strati più intensamente alterati. Il calcare di Wetterstein più superficiale è caratterizzato da una facies speciale che è esposta sulla cresta del Rauschberg, tra Rauschberghaus e Roßgasse, e più avanti sulla cresta del Kienberg, in particolare nella Streicherscharte. È costituito da una varietà di formazioni sedimentarie: brecce , ritmiti , risedimenti e calcare finemente cavernoso. Il calcare di Wetterstein mostra chiari segni di carsismo, riconoscibili da doline e doline. Si possono osservare interi campi di doline, in particolare a sud dello Zenokopf.
Al di sotto del calcare di Wetterstein si trova anche la formazione di Partnach (calcare di Partnach, che raggiunge uno spessore di 250 metri all'estremità nord-orientale del massiccio) del Ladinico, ad esempio sul margine orientale del massiccio vicino alla Moar-Alm e in un piccolo fazzoletto all'estremo ovest di fronte a Fritz am Sand.
La struttura stratificata generalmente scende verso sud presso il Rauschberg e poi cambia verso il Sonntagshorn in un sinclinorio ampio e piatto, che presenta un sollevamento subordinato (sella di Mahdeck con calcare di Wetterstein nel nucleo) nella zona del Sackgraben.
I pendii meridionali del massiccio del Rauschberg a nord della pianura di Schwarzachen sono occupati da una fascia continua di strati di Raibler sovrastanti di età carnica (con la sequenza Argillite di Raibler nella parete basale, Calcare di Raibler e Dolomite di Raibler nella parete pensile). Gli strati di Raibler nel massiccio del Rauschberg sono generalmente caratterizzati dalla triplice ripetizione di una sequenza di scisti giacenti e di una sequenza di calcare-dolomite pensile. Il loro spessore totale è di circa 300 metri. La formazione si presenta anche vicino alla cresta, ad esempio tra il Vorderer e l'Hinterer Rauschberg fino alla Geißwand e alla Rauschbergalm, a sud-ovest dello Streicher e a est della Kienbergalm. Appare anche a est della sella Mahdeck.
A partire dalla Waicher Maisalm e dalla Kaitlalm lungo il corso superiore dello Schwarzachen (Lanzelecker Bach e Hinterer Schwarzachen) appare per la prima volta la dolomia principale stratigraficamente più elevata del Norium, che poi ricopre l'intero massiccio del Sonntagshorn.

## Estrazione mineraria
L'estrazione di piombo e zinco sul Rauschenberg, come veniva allora chiamato, è stata praticata fin dal XVI secolo. La prima menzione storica risale al 1559. L'attività mineraria e a concentrata principalmente in tre aree minerarie sul margine nord-orientale della catena montuosa:
- L' area di Ewiggang a nord, sotto lo Streicher: attività mineraria dal 1666 al 1826.
- La zona a nord sotto lo Zenokopf, con Josephsgang e Barbaragang – dal 1684.
- La zona nella Roßgasse (Hohe Schrög  con lo Strahleckergang – dal 1721 al 1746.

Inoltre, tra il 1684 e il 1739 vennero scavati numerosi tunnel di ricerca.
La lunghezza totale di tutti i tunnel e le gallerie nella montagna era di circa 3.500 metri. Il volume di minerale estratto è stimato in 6 500 metri cubi di roccia solida. Il minerale veniva fuso nel distretto di Schmelz a Inzell.
A causa della mineralizzazione piuttosto irregolare, l'attività mineraria poté procedere solo in modo sovrasfruttato e non pianificato, conoscendo notevoli alti e bassi fino alla sua cessazione nel 1826. Ciononostante, il Rauschberg rimase il giacimento di piombo e zinco più importante della Baviera. Tra il 1922 e il 1926, un'ultima galleria di esplorazione fu aperta sotto l'Ewiggang, ma incontrò solo roccia sterile.

## Mineralizzazione
Il giacimento di piombo e zinco di Rauschberg è un giacimento di tipo alpino e appartiene ai depositi di solfuri legati a carbonato. La deposizione e l'arricchimento del minerale si sono verificati sinsedimentari nella fascia di barriera della Tetide. Come mineralizzazione primaria diagenetica del calcare di Wetterstein sono state estratte galena grossolana (PbS) e sfalerite (ZnS), che erano interconnesse in una ganga di calcite e dolomite.
Raramente, questi minerali erano accompagnati da greenockite, come rivestimenti gialli, e ancora più raramente da aurichalcite verdastra-bluastra proveniente dalla zona di ossidazione. Tuttavia, la presenza di descloizite e ilsemannite (piombo giallo) è discutibile.
È stata utilizzata anche la calamina, un minerale formatosi secondariamente nella zona di ossidazione: una cristallizzazione mista formante crosta di smithsonite, cerussite (biacca), idrozincite ed emimorfite (presente anche in forma cristallina). La cosiddetta biacca, una miscela di galena e cerussite, si trova nella roccia madre tettonicamente disgregata.